# 천안아산
천안아산(天安牙山)은 천안시와 아산시로 이루어진 도시권으로 준수도권으로 여겨지기도 하며 경기남부와 교류가 많은 지역이다.

## 같이 보기
- 천안아산역
- 천안시
- 아산시